# Adalbert Jaschinski
Adalbert Jaschinski (* 14. Oktober 1905 in Königsberg i. Pr.; † 17. Februar 1989 in Köln) war ein deutscher Maler und Grafiker mit eigener Galerie.

## Leben
„AJA“ studierte von 1924 bis 1928 an der Staatlichen Kunst- und Gewerkschule in Königsberg. Er wurde Meisterschüler und Mitarbeiter von Rudi Schön. Ab 1930 war er selbständiger Maler und Grafiker. Seit 1942 Soldat der Wehrmacht, geriet er 1945 in  amerikanische Kriegsgefangenschaft.

„Bei meiner Tätigkeit als Auswertungszeichner der Luftwaffe hatte ich immer noch Gelegenheit, Skizzen vorn fremden Landschaften bis hinunter zum Plattensee zu machen, die ich dann später für größere Bildwerke verwenden konnte. Auch nach Kriegsende, in amerikanischer Gefangenschaft, konnte ich durch Porträtzeichnungen unserer Bewacher mir und meinen Kameraden das Lagerleben erleichtern.“

1946 aus der Gefangenschaft entlassen, wurde er 1947 Privatdozent in Heidelberg. 1950 wurde er Mitglied des Verbandes Bildender Künstler (VBK) Heidelberg – Karlsruhe. 1956 ließ er sich in Köln als freischaffender Künstler nieder. Er betrieb ab 1961 die Galerie „AJA“ am Neumarkt (Köln) und ab 1964 in Köln-Deutz. 1987 gab er sie aus Altersgründen auf. Das Atelier mit seinen Arbeiten besteht noch heute. AJA unternahm vielfältige Studienreisen durch Europa und in die Mittelmeerländer.

## Werk und Ausstellungen
Auf zahlreichen Kunstausstellungen im In- und Ausland konnte er seine Arbeiten präsentieren.
In jüngerer Zeit präsentierte Glinde, Kreis Stormarn, vom 6. Mai bis zum 12. Juni 2012 die Retrospektive 34 Jahre Kunst und Musik. 
Sein Werk umfasst Wandmalereien, Zeichnungen, Aquarelle, Pastellarbeiten, Porträts, Lackkompositionen und Ölgemälde. Neben verschiedenen Ansichten der Stadt Köln interessierten ihn als freischaffenden Künstler vor allem aber Landschaftsbilder. Den teilweise geradezu impressionistisch aufgefassten Motiven aus Jaschinskis ostpreußischer Heimat galt seine ganz besondere Vorliebe: in ihnen spürt man die Tiefe und Weite dieser von Wolken und Wasser geprägten Landschaft.

„Die Verbundenheit mit der Natur kommt immer wieder in meinen Landschaften zum Ausdruck und bleibt mir auch weiterhin Vorbild und Leitfaden.“